# Civís
Civís é uma aldeia da Espanha, do município de Les Valls de Valira, província de Lérida, comunidade autónoma da Catalunha. Está a 1 511 metros de altitude. Em 2020 tinha 32 habitantes.